# NGC 7081
NGC 7081 هي مجرة حلزونية تبعد حوالي 130 مليون سنة ضوئية تقع في كوكبة الدلو. تم اكتشافه من قبل عالم الفلك ويليام هيرشيل في 10 أكتوبر 1790.

## وصلات خارجية
- NGC 7081 على موقع ويكي سكاي: DSS2, SDSS, GALEX, IRAS, Hydrogen α, X-Ray, Astrophoto, Sky Map, Articles and images